# Lista över offentlig konst i Eslövs kommun
Lista över offentlig konst i Eslövs kommun är en ofullständig förteckning över utomhusplacerad offentlig konst i Eslövs kommun.
| Titel                                                           | Konstnär(er)       | Årtal      | Beskrivning | Typ - material            | Stadsdel/ort | Plats Koordinater                                       | Bild                            |
| --------------------------------------------------------------- | ------------------ | ---------- | ----------- | ------------------------- | ------------ | ------------------------------------------------------- | ------------------------------- |
| Snäckfågel                                                      | Eric Grate         | 1966       |             | skulptur - brons          |              | Stora Torg, Eslöv 55.83861, 13.30361                    | Fler bilder                     |
| Äventyret                                                       | Ivar Johnsson      | 1945       |             | skulptur - brons          |              | Sahlins plats koordinater saknas                        |                                 |
| Leda och svanen                                                 | Helge Högbom       | 1951       |             | skulptur - brons          |              | Trekanten Södergatan koordinater saknas                 | Leda och svanen                 |
| Venus födelse                                                   | Berit Lindfeldt    | 1995       |             | skulptur - brons          |              | Atriumgård på Medborgarhuset i Eslöv koordinater saknas |                                 |
| Begynnelse                                                      | Alexius Huber      | 1996       |             | skulptur - Rostfritt stål |              | Edelbergsparken koordinater saknas                      | Begynnelse                      |
| Granitblomman                                                   | Christian Berg     | 1982       |             | skulptur - granit         |              | Gröna Torg koordinater saknas                           |                                 |
| Vägskälet                                                       | Edvin Öhrström     | 1964       |             | skulptur - brons          |              | Tempelgatan, dåvarande Tingshuset koordinater saknas    | Vägskälet                       |
| Prima Vera                                                      | Michał Paszyn      | 1956       |             | skulptur - brons          |              | Kulturskolan, gamla Rådhuset koordinater saknas         |                                 |
| Ulla                                                            | Anders Olsson      | 1920-talet |             | skulptur - granit         |              | Stadsparken koordinater saknas                          |                                 |
| Sto med föl                                                     | Åke Jönsson        | 1971       |             | skulptur - brons          |              | Karlsrobadet koordinater saknas                         |                                 |
| Splash Splash                                                   | Stefan Lundgren    |            |             | skulptur - akryl          |              | Karlsrobadet koordinater saknas                         |                                 |
| Bollspelande pojkar                                             | Ivar Ålenius-Björk | 1963       |             | skulptur - brons          |              | Kockska parken koordinater saknas                       |                                 |
| Solglöd                                                         | Olle Lindqvist     | 1986       |             | Väggmålning               |              | Kanalgatan koordinater saknas                           | Solglöd                         |
| Välkommen                                                       | Nils Novén         |            |             | skulptur - metall         |              | Rondellen Östra vägen, Eslöv koordinater saknas         |                                 |
| Urbino och vildhästarna                                         | Åke Thornblad      | 1989       |             | skulpturgrupp - brons     |              | Flyinge skola koordinater saknas                        |                                 |
| Före avspark                                                    | Ralf Borselius     | 2003       |             | skulptur - brons          | Löberöd      | Öllyckevallen koordinater saknas                        |                                 |
| Bronsblomman                                                    | Folke Truedsson    | 1989       |             | skulptur - brons          |              | Stehags skola koordinater saknas                        |                                 |
| Rymdskeppet Aniara landar på Sallerupsskolans gård              | Edvin Öhrström     | 1984       |             | skulptur - järn           |              | Sallerupsskolan koordinater saknas                      |                                 |
| Flicka med snäcka                                               | Edvard Trulsson    | 1927       |             | skulptur - brons          |              | (blev stulen) koordinater saknas                        | Flicka med snäcka               |
| Modus Vivendi                                                   | Stefan Lundgren    |            |             |                           |              | Norrevångsskolan koordinater saknas                     |                                 |
| Vattenlek                                                       | Thure Thörn        | 1972       |             |                           |              | Föreningstorget koordinater saknas                      |                                 |
| Nils Holgerssons underbara resa Även känd som: The flying goose | Nándor Wagner      |            |             |                           |              | koordinater saknas                                      | Nils Holgerssons underbara resa |
| Silent fountain                                                 | Nándor Wagner      | 1965       |             | granit                    | Löberöd      | Ölyckeskolan koordinater saknas                         | Silent fountain                 |

## Tidigare utplacerade konstverk
Nedan följer en lista på konstverk som tidigare varit utplacerade men nu är i förvar, förstörda eller försvunna.
| Titel        | Konstnär(er)  | Årtal | Beskrivning | Typ - material | Tidigare plats Koordinater                                                                               | Bild |
| ------------ | ------------- | ----- | ----------- | -------------- | --- | ---- |
| Trollsländan | Stig K Ryberg | 1971  |             |                | springvattenfontänen vid Trollsjögården (förstörd och finns ej längre på denna plats) koordinater saknas |      |